# Jean Cornil
Jean Cornil (Brussel, 8 augustus 1958) is een voormalig Belgisch politicus van de PS.

## Levensloop
Cornil behaalde het diploma van kandidaat in de rechten aan de ULB en werd adjunct-directeur van het Centrum voor gelijkheid van kansen en racismebestrijding.
In 1988 was Cornil de oprichter van la maison des associations, vanaf dan was hij er bestuurder. Hij werd tevens in 1990 bestuurder van Escale en in 1999 bestuurder van het Onderzoekscentrum van het sociale Europa. Van 1989 tot 1995 was hij bestuurder van het Centre d'information et de documentation pour les jeunes.
Cornil begon zijn politieke carrière als kabinetsadviseur bij toenmalig vice-eerste minister en minister van Institutionele Hervormingen Philippe Moureaux, een mandaat dat hij uitoefende van 1988 tot 1991. Daarna was hij van 1992 tot 1993 kabinetsadviseur bij toenmalig minister van Maatschappelijke Integratie, Volksgezondheid en Leefmilieu Laurette Onkelinx. Van 1997 tot 2001 was hij Belgisch vertegenwoordiger bij het Europese Waarnemingscentrum voor racisme en vreemdelingenhaat (EWRV). Hij verliet het EWRV om lid van de Senaat te worden. Hij zetelde er van 2001 tot 2003 als gecoöpteerd senator en van 2003 tot 2007 als rechtstreeks verkozen senator. Vervolgens zetelde hij van 2007 tot 2010 ter vervanging van Laurette Onkelinx in de Kamer van volksvertegenwoordigers. In de lokale politiek was hij actief als gemeenteraadslid van Etterbeek, een mandaat dat hij uitoefende van 2006 tot 2008.
Sinds 5 juni 2007 in hij Ridder in de Leopoldsorde.
- Bibliothèque nationale de France: cb16659783p (data)
- International Standard Name Identifier: 0000 0004 0363 6581
- Système universitaire de documentation: 131097741
- Virtual International Authority File: 201176103
- WorldCat: E39PBJx4jQFkxVwWGQH6GDYByd